# イナリトウザイ
イナリトウザイ（欧字名:Inaritouzai、1971年4月21日 - 2002年8月）は、日本の競走馬、繁殖牝馬。アングロアラブでありながら、サラブレッドを相手に重賞を含む複数の競走で勝利を収め、「アラブの魔女」と称された。

## 経歴
1973年6月に中央競馬でデビュー。圧倒的な快速振りでアングロアラブ限定戦を3連勝（うち2レースはレコードタイム）を収めた後はサラブレッドを相手にレースをするようになり、サラブレッドオープンクラスのレースで3連勝（うち1レースはレコードタイム）を収めた。この実績によって1973年度の優駿賞最優秀アラブを受賞した。なお、のちの桜花賞馬であるタカエノカオリを破っている。
翌1974年は中央競馬のオープンクラスで4戦（1勝）した後に地方競馬（大井競馬場）へ移籍。当時は地方競馬のアラブのレベルは高く、また番組も中央に比べて多く組まれていたこともあり、この移籍は決して都落ちではなく更なる高みを目指すためのものであった。移籍後2連勝の後南関東アラブ三冠のひとつであるアラブダービーを優勝し、さらにサラブレッドを相手にオープン特別を優勝。続くアラブ王冠賞（南関東アラブ三冠レースのひとつ）ではイナリトウザイとの対戦を回避する馬が続出し、出走頭数不足により競走取り止めとなった。アラブ王冠の代替レースとして陣営はサラブレッドの重賞・東京盃への出走を決定、1969年にヤシマナシヨナルが樹立したコースレコードを大きく更新する1分10秒5のタイムで優勝した。なおこのタイムは、当時の東京競馬場芝1200メートルのレコードタイムより0秒3も速く、記録員は最初「時計が壊れたか」と思ったそうである。しかし、その後、担当厩務員が原爆症に起因する白血病で入院するなど不運なアクシデントが重なった事で本調子を欠き、暮れの全日本アラブ大賞典に出走したものの5着に敗退（勝ち馬はポートスーダン）。
1975年1月のレースを最後に競走馬を引退し、繁殖牝馬となった。産駒からアングロアラブのリーディングサイアーに4度輝いたキタノトウザイなど、4頭の種牡馬を輩出。牝系も、殆どの産駒が勝ち星を挙げるなど、繁殖馬として自らの優れた能力を後世に伝えた。
1999年、NARグランプリの特別表彰馬に選出された。

## 繁殖成績
|        | 馬名               | 誕生年 | 性 | 毛色   | 父                 | 厩舎                 | 馬主     | 戦績     | 主な成績                                                                     | 供用 | 出典   |
| ------ | ------------------ | ------ | -- | ------ | ------------------ | -------------------- | -------- | -------- | ---------------------------------------------------------------------------- | ---- | ------ |
| 初仔   | キタノトウザイ     | 1976年 | 牡 | 栗毛   | スカレー           |                      | 伊藤昭次 | 5戦5勝   |                                                                              | 繁殖 | [ 4 ]  |
| 第2仔  | タカラトウザイ     | 1977年 | 牡 | 鹿毛   | センジユ           | 水島角太郎（大井）   | 伊藤昭次 | 13戦8勝  | 船橋記念（1981年）                                                           | 繁殖 | [ 5 ]  |
|        | （産駒なし）       | 1978年 |    |        | ホクトライデン     |                      |          |          |                                                                              |      |        |
| 第3仔  | ミストウザイ       | 1979年 | 牝 | 鹿毛   | スカレー           |                      | 伊藤昭次 | 10戦4勝  |                                                                              | 繁殖 | [ 6 ]  |
| 第4仔  | タイガートウザイ   | 1980年 | 牡 | 鹿毛   | スカレー           | 水島角太郎（大井）   | 伊藤昭次 | 7戦5勝   | アラブダービー・3着（1983年）                                                | 繁殖 | [ 7 ]  |
| 第5仔  | ヒカリトウザイ     | 1981年 | 牝 | 鹿毛   | スカレー           | 石田貞雄（大井）     | 伊藤昭次 | 7戦1勝   |                                                                              | 繁殖 | [ 8 ]  |
| 第6仔  | （出生）           | 1982年 | 牡 | 鹿毛   | スマノダイドウ     |                      |          |          |                                                                              |      | [ 9 ]  |
| 第7仔  | カゼノトウザイ     | 1983年 | 牡 | 鹿毛   | スマノダイドウ     | 中村一夫（荒尾）     | 森高成充 | 40戦19勝 | アラブスプリンターカップ（1989年） シルバー争覇（1989年） 名古屋杯（1990年） | 繁殖 | [ 10 ] |
| 第8仔  | イナリスター       | 1984年 | 牡 | 鹿毛   | エルシド           | 飯野貞次（大井）     | 伊藤昭次 | 1戦0勝   |                                                                              | 繁殖 | [ 11 ] |
|        | （不受胎）         | 1985年 |    |        | サンコオーテツト   |                      |          |          |                                                                              |      |        |
| 第9仔  | ハイトウザイ       | 1986年 | 牝 | 鹿毛   | サンコオーテツト   | 山際孝幸（笠松）     | 伊藤昭次 | 41戦9勝  |                                                                              | 繁殖 | [ 12 ] |
| 第10仔 | イナリライン       | 1987年 | 牝 | 鹿毛   | タイムライン       | 夏苅章（浦和）       | 守屋憲一 | 4戦0勝   |                                                                              | 繁殖 | [ 13 ] |
| 第11仔 | イナリジョオウ     | 1988年 | 牝 | 黒鹿毛 | タイムライン       | 近藤襄（金沢）       | 伊藤昭次 | 4戦1勝   |                                                                              | 繁殖 | [ 14 ] |
| 第12仔 | ミスタートウザイ   | 1989年 | 牡 | 鹿毛   | スマノダイドウ     | 松代眞（船橋）       | 伊藤昭次 | 20戦8勝  |                                                                              | 抹消 | [ 15 ] |
| 第13仔 | イナリママ         | 1990年 | 牝 | 栗毛   | トライバルセンプー | 山際孝幸（笠松）     | 伊藤昭次 | 30戦9勝  |                                                                              | 繁殖 | [ 16 ] |
| 第14仔 | ハッスルテット     | 1991年 | 牝 | 鹿毛   | サンコオーテツト   | 原孝明（北海道）     | 伊藤昭次 | 10戦1勝  |                                                                              | 繁殖 | [ 17 ] |
| 第15仔 | ホマレダッシュ     | 1992年 | 牝 | 鹿毛   | ホマレブルシヨワ   | 渡邉和泰（高崎）     | 伊藤昭次 | 7戦0勝   |                                                                              | 繁殖 | [ 18 ] |
|        | （不受胎）         | 1993年 |    |        | ホマレブルシヨワ   |                      |          |          |                                                                              |      |        |
| 第16仔 | ホーエイショウハイ | 1994年 | 牡 | 鹿毛   | ホーエイヒロボーイ | 中川一男（金沢）     | 吉田博俊 | 38戦19勝 | 中京スポーツ賞（1999年） 農協牛乳杯（1999年）                                | 繁殖 | [ 19 ] |
| 第17仔 | ホーエイドン       | 1995年 | 牡 | 鹿毛   | ホーエイヒロボーイ | 佐々木一夫（北海道） | 伊藤昭次 | 11戦9勝  |                                                                              | 抹消 | [ 20 ] |
|        | （流産）           | 1996年 |    |        | ナイスフレンド     |                      |          |          |                                                                              |      |        |
| 第18仔 | キタノチャンピオン | 1997年 | 牡 | 鹿毛   | ナイスフレンド     | 伊藤強一（笠松）     | 伊藤昭次 | 40戦9勝  |                                                                              | 抹消 | [ 21 ] |
|        | （不受胎）         | 1998年 |    |        | ナイスフレンド     |                      |          |          |                                                                              |      |        |
|        | （種付せず）       | 1999年 |    |        |                    |                      |          |          |                                                                              |      |        |
|        | （種付せず）       | 2000年 |    |        |                    |                      |          |          |                                                                              |      |        |
|        | （種付せず）       | 2001年 |    |        |                    |                      |          |          |                                                                              |      |        |
|        | （種付せず）       | 2002年 |    |        |                    |                      |          |          |                                                                              |      |        |

## 血統表
| イナリトウザイの血統               | イナリトウザイの血統            | イナリトウザイの血統          | （血統表の出典）              | （血統表の出典） |
| 父系                               | ネアルコ系                      | ネアルコ系                    | ネアルコ系                    |                  |
| 父 サラ *カリム Karim 鹿毛 1953    | 父の父Nearco 黒鹿毛 1935        | Pharos                        | Phalaris                      | Phalaris         |
| 父 サラ *カリム Karim 鹿毛 1953    | 父の父Nearco 黒鹿毛 1935        | Pharos                        | Scapa Flow                    |                  |
| 父 サラ *カリム Karim 鹿毛 1953    | 父の父Nearco 黒鹿毛 1935        | Nogara                        | Havresac                      | Havresac         |
| 父 サラ *カリム Karim 鹿毛 1953    | 父の父Nearco 黒鹿毛 1935        | Nogara                        | Catnip                        |                  |
| 父 サラ *カリム Karim 鹿毛 1953    | 父の母Skylarking 栗毛 1947      | Mirza                         | Blenheim                      | Blenheim         |
| 父 サラ *カリム Karim 鹿毛 1953    | 父の母Skylarking 栗毛 1947      | Mirza                         | Mumtaz Mahal                  |                  |
| 父 サラ *カリム Karim 鹿毛 1953    | 父の母Skylarking 栗毛 1947      | Jennie                        | Apelle                        | Apelle           |
| 父 サラ *カリム Karim 鹿毛 1953    | 父の母Skylarking 栗毛 1947      | Jennie                        | Lindos Ojos                   |                  |
| 母 タクマサル Takumasaru 鹿毛 1963 | 母の父サラ ヒシマサル 鹿毛 1955 | *ライジングフレーム           | The Phoenix                   | The Phoenix      |
| 母 タクマサル Takumasaru 鹿毛 1963 | 母の父サラ ヒシマサル 鹿毛 1955 | *ライジングフレーム           | Admirable                     |                  |
| 母 タクマサル Takumasaru 鹿毛 1963 | 母の父サラ ヒシマサル 鹿毛 1955 | カツター                      | 月友                          | 月友             |
| 母 タクマサル Takumasaru 鹿毛 1963 | 母の父サラ ヒシマサル 鹿毛 1955 | カツター                      | セフトマス                    |                  |
| 母 タクマサル Takumasaru 鹿毛 1963 | 母の母アラブ 琢斗 1955          | *ニーフアン                   | Norniz                        | Norniz           |
| 母 タクマサル Takumasaru 鹿毛 1963 | 母の母アラブ 琢斗 1955          | *ニーフアン                   | Nifa                          |                  |
| 母 タクマサル Takumasaru 鹿毛 1963 | 母の母アラブ 琢斗 1955          | 琢楓                          | *フアヘツド                   | *フアヘツド      |
| 母 タクマサル Takumasaru 鹿毛 1963 | 母の母アラブ 琢斗 1955          | 琢楓                          | 師択                          |                  |
| 母系(F-No.)                        | オーバーヤン五ノ七系(FN:なし)   | オーバーヤン五ノ七系(FN:なし) | オーバーヤン五ノ七系(FN:なし) | [ § 2 ]          |
| 5代内の近親交配                    | Nearco 2×5                      | Nearco 2×5                    | Nearco 2×5                    | [ § 3 ]          |
| 出典                               | 1. 2. 3.                        | 1. 2. 3.                      | 1. 2. 3.                      | 1. 2. 3.         |

- 近親に兵庫三冠馬のアサヒマロツトがいる。